# Дон Жуан

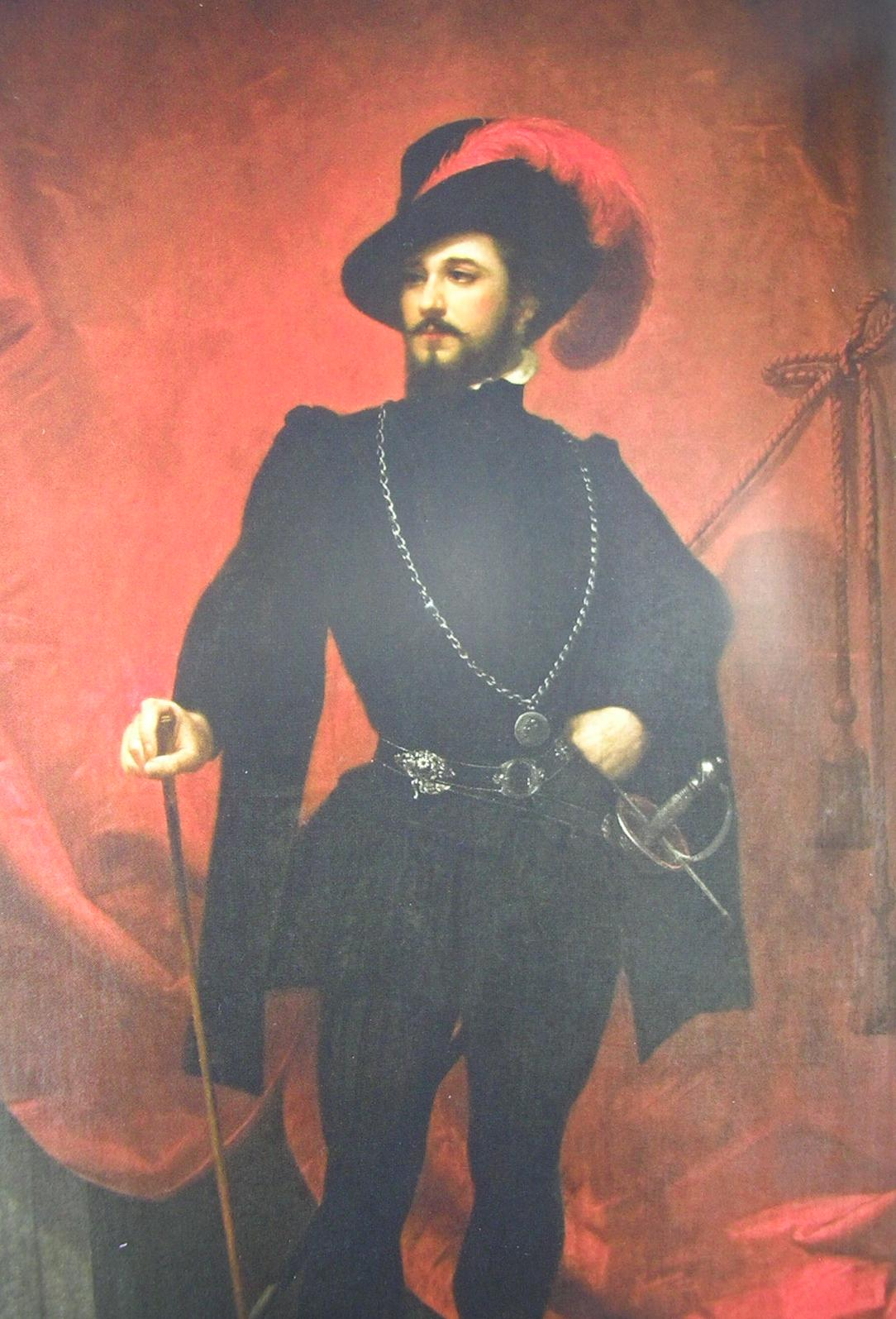
Певец Марио Джованни в образе дон Жуана в одноимённой опере Моцарта

Дон Жуан (устар. Дон Гуан; исп. Don Juan), также встречается итальянский вариант Дон Джованни (итал. Don Giovanni), — один из «вечных образов» литературы Нового времени: ненасытный обольститель женщин родом из Испании. Его имя стало таким же нарицательным обозначением повесы и распутника, как имена Ловеласа и Казановы.

## Прототип
Прототипом легендарного Дона Жуана считается представитель одного из аристократических севильских родов по имени дон Хуан Тенорио. Его смелые любовные и дуэльные похождения, остававшиеся безнаказанными благодаря участию в них близкого друга, кастильского короля Педро I (1350—1369), долго наводили ужас на всю Севилью, пока убийство Хуаном дона Гонсало де Ульоа, командора ордена Калатравы, не положило конец терпению. Предаваясь вместе с королём распутству и насилиям, дон Хуан похитил дочь командора де Ульоа, убив его самого. Правосудие бездействовало, и рыцари-калатравцы решили сами наказать дерзкого убийцу. От имени молодой и красивой женщины они назначили ему свидание поздно ночью в церкви, где был похоронен командор, убили его и распустили слух, что он низвергнут в ад статуей. 

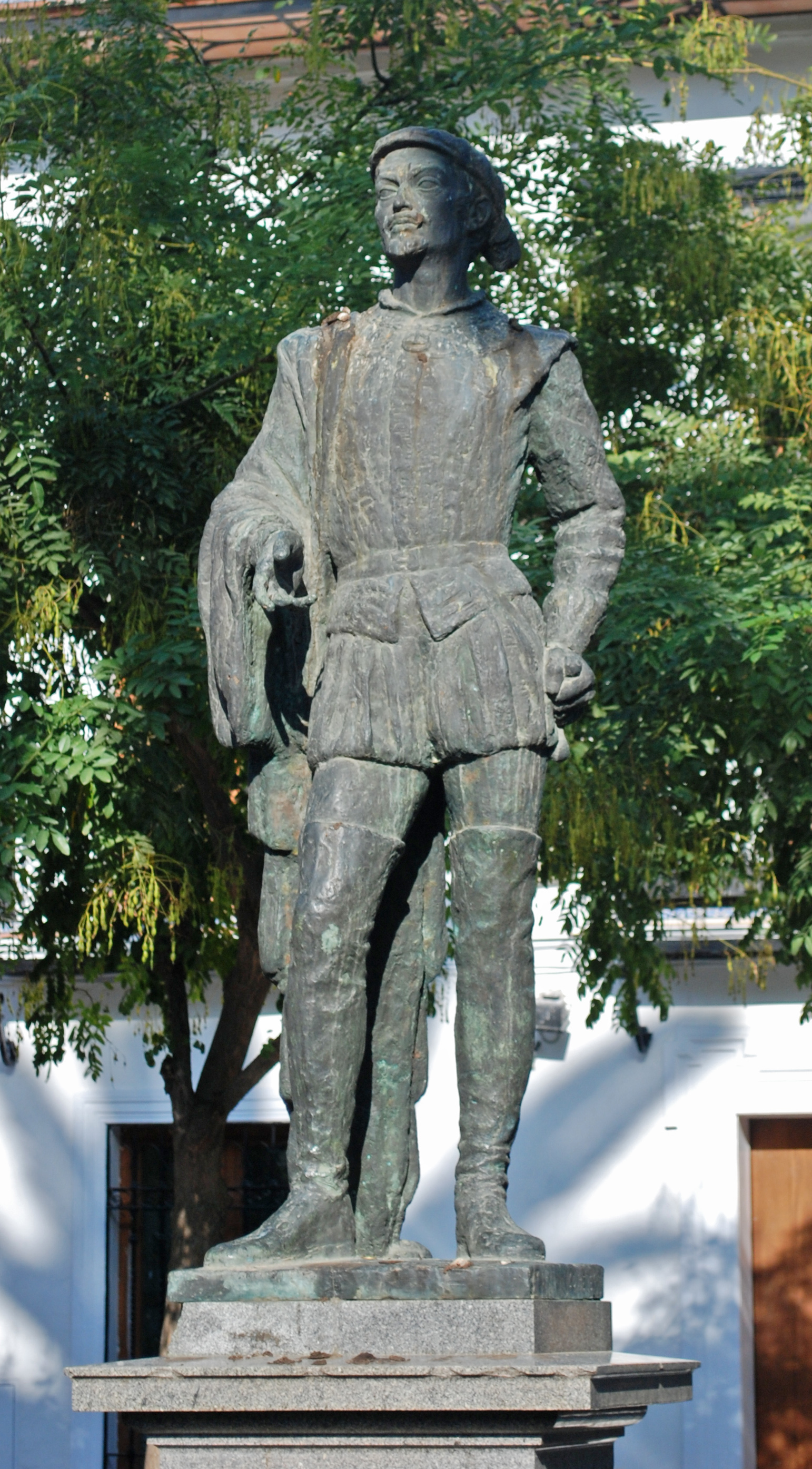
Памятник дону Хуану Тенорио в Севилье

К этой легенде впоследствии примешали другую, также севильскую, главным героем которой является дон Мигель де Манара, который продал душу свою дьяволу, но после раскаялся и поступил в монастырь. 
Рыцарские сказания и средневековая народная поэзия выдвигают целый ряд других лиц, также руководимых в своих действиях жаждой к чувственным удовольствиям, также безумно отважных и безнравственных. Обри Бургундец (фр. Aubery le Bourgoing), Роберт Дьявол (Robert le Diable), сказание о котором более других сходится с главными чертами легенды о доне Хуане, и др. дали общие очертания этого типа, которые в каждой стране могли прилагаться к наиболее выдававшимся своей безнравственностью и удалью искателям приключений.
С течением времени тип изменяется, по мере смягчения нравов; резкие черты характера, грубость приёмов предшественников Дон Жуана постепенно заменяются более привлекательными качествами, и наконец герой севильской легенды облекается в обаятельную форму, ставшую причиной его популярности.

## Дон Жуан в литературе

### Тирсо де Молина
Первый художественный образ дона Жуана создал Тирсо де Молина в пьесе «Севильский озорник, или Каменный гость» (около 1630 г.). Основой сюжета послужила подлинная история Хуана Тенорио.
В пьесе де Молины дон Жуан после ряда любовных приключений пробирается под видом своего друга, маркиза, к его невесте донне Анне. Обман замечен. Прибежавший на крик отец, командор, убит. Дон Жуан спасается бегством, во время которого успевает соблазнить поселянку Аминту. Вернувшись в Севилью, он случайно попадает на могилу командора. Прочитав надпись, грозящую местью убийце, Дон Жуан хватает за бороду статую и приглашает её на ужин. Та является и в свою очередь зовёт дона Жуана к себе. Верный данному слову, дон Жуан приходит на могилу. После адской трапезы оба проваливаются. Заключительная сцена происходит в присутствии короля. Король велит его казнить. Но слуга дона Жуана сообщает, что господина его постигла Божья кара.
В пьесе Тирсо де Молины дон Жуан — соблазнитель («всегда моим величайшим удовольствием было соблазнить женщину и, обесчестив, покинуть её»), которого не столько влечёт наслаждение, сколько борьба за подчинение женщины его воле. Лёгкие победы ему безразличны. Хищник и завоеватель, авантюрист и дуэлянт, он наделен всеми свойствами идеального дворянина: красотой, храбростью, чувством чести. 

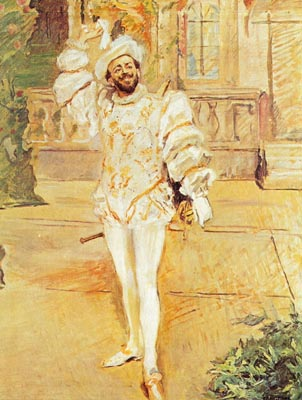
Певец Франсиско д’Андраде в роли Дона Жуана в опере Моцарта.
Макс Слефогт, 1902

### Варианты сюжета в литературе XVII—XVIII вв.
Всего через три года после издания пьесы Тирсо де Молины Жуан шёл уже со значительным успехом на народных сценах Италии, много выиграв от внесённого в пьесу комического элемента, которым итальянцы хотели смягчить её чрезмерный трагизм. Для сцены El burlador был обработан Джилиберти (1652) и Чиконьини (Il convitato di pietra, 1670). Последний выбросил из пьесы Тирсо все поучительное и мрачное.
Итальянская переделка Джилиберти, более державшегося испанского оригинала, до нас не дошла; но по ней написаны первые пьесы о доне Жуане во Франции, куда сюжет был занесён около 1658 г. К этому году относится постановка пьесы Даримона в Лионе, а в следующем году де Вилье переделал её для парижской сцены, где она шла под названием: Le festin de pierre, ou le fils criminel.
Мольер, в своей комедии «Дон Жуан, или Каменный пир» (поставлена в 1665) впервые лишил героя отличительных особенностей его испанского происхождения и ввёл в пьесу французскую действительность своего времени. Он отбросил внесённый итальянцами комизм и уничтожил клерикальный оттенок, характеризующий пьесу Тирсо де Молина. После Мольера легенду о доне Жуане обработали:
- брат известного драматурга Тома Корнель (1677), в переделке которого (в стихах) пьеса шла на французских сценах до новейшего времени,
- актёр Розимон (взявший для пьесы псевдоним Жан-Батист Дюмениль фр. Jean-Baptiste Du Mesnil), перенёсший в своей пьесе Festin de pierre, ou l’athee foudroye («Каменный гость, или Испепелённый атеист», 1669) действие в языческие времена, чтобы герой мог безнаказанно богохульствовать.

В Германии с самого начала XVIII в. шли на народных сценах разные переделки легенды о Дон Жуане. В подобных переделках слуга Дона Жуана часто играл бо́льшую роль, чем он сам. В конце XVII в. заново обработал легенду испанский драматург Самора, а в Италии, несколько позже, Гольдони (D. Giovanni Tenorio, osia: il dissoluto punito).

### В литературе XIX—XX вв.
В новелле «Дон Жуан» (1812) первую романтическую трактовку образа предложил Э. Т. А. Гофман. В этой интерпретации дон Жуан — искатель недосягаемого на земле идеала — оказался сродни Фаусту. Оба героя — мятежные протестанты против судьбы, оба — одинаковые представители эгоизма и неверия, и если в легенде о Доне Жуане поэтически выразились практический реализм и утончённый сенсуализм, то легенда о Фаусте выдвигает субъективный идеализм и умозрительные наклонности. Немецкий драматург Граббе пытался в своей драме «Don Juan und Faust» связать судьбу обоих героев.

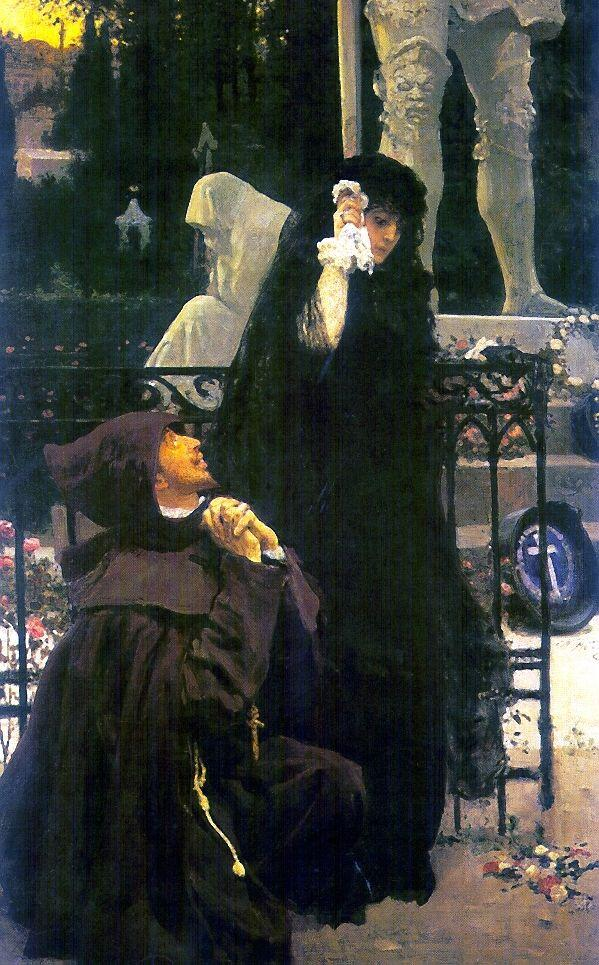
Дон Жуан и донья Анна на картине И. Е. Репина

В одноимённой сатирической поэме Байрона (1818-23) дон Жуан совершенно пассивен. Действие происходит в XVIII веке. Развёртывается длинная цепь любовных похождений героя «с замужней доньей Юлией в Испании, с очаровательной Гаидэ на уединенном острове после кораблекрушения, с наложницей турецкого султана в его гареме, с Екатериной II в России… наконец, в светском обществе Лондона… Нигде и никогда он не является в любви агрессивным началом, не он преследует женщину и не он насилует женщину, а его — пассивного, не противодействующего, женщина берет, если к тому представится случай» (Фриче). Байроновский «Дон Жуан» ничего общего с севильской легендой не имеет, хотя в характерах обоих героев есть некоторые родственные черты.
Проспер Мериме в новелле «Души чистилища» (1834), ссылаясь на множественность легенд о доне Хуане, изложил свою версию его судьбы. Её суть — в раскаянии. Протагонист, дон Хуан де Маранья, в разгар своей бурной и грешной жизни переживает мистический эпизод собственных похорон и осознаёт всю тяжесть своих преступлений, после чего уходит в монастырь, где пытается замолить грехи. Перед смертью он просит похоронить его на пороге церкви, чтобы каждый входящий попирал его ногами, с надписью: «Здесь покоится худший из людей, когда-либо живший на свете».
Пьеса «Дон Хуан Тенорио» Хосе Соррильи, написанная им в 1844 г., занимает первое место среди его драм и ежегодно ставится в Испании в день Всех Святых, отмечающийся 1 ноября.
Примиряющая развязка конфликта дон Жуана с обществом представлена в драматической поэме 1862 года «Дон Жуан» А. К. Толстого. К этому произведению написана музыка Эдуардом Направником. Из других русских обработок легенды о доне Жуане известны пьеса 1830 года А. С. Пушкина «Каменный гость» и одноимённая опера Александра Даргомыжского.
Н. С. Гумилёв создал одноактную пьесу в стихах «Дон Жуан в Египте» (1911—1912), которую однако сам оценивал не слишком высоко:
„Шаги командора“ безусловно одно из самых замечательных русских стихотворений. Правда, и тема Дон Жуана одна из тем, приносящих удачу авторам. Скольким шедеврам она послужила. Это победоносная тема. Её использовали и Пушкин, и Мольер, и Мериме, и Моцарт. Для великого произведения необходима уже много раз служившая общеизвестная тема. Это понял Гёте со своим „Фаустом“, и Мильтон с „Потерянным раем“, и Данте. Но нет правил без исключения — мой „Дон Жуан в Египте“ далеко не лучшее, что я написал.— И. В. Одоевцева. На берегах Невы: Литературные мемуары

Апокрифическое парадоксальное толкование истории Жуана дал Карел Чапек. К этому образу в XX веке обращались и русские (советские) драматурги — Самуил Алёшин («Тогда в Севилье»; 1948), Леонид Жуховицкий («Последняя женщина сеньора Хуана»). Научно-фантастическую версию смерти Дон Жуана дал Александр Иволгин в рассказе «Рукопись Джуанело Турриано» (1972).

## Дон Жуан в опере
Первая опера на сюжет Дона Жуана, l’Empio punito («Наказанный развратник», Рим, 1669 г.), принадлежит перу Алессандро Мелани. Второй музыкальный подход к теме — опера-пастиччо La pravita castigata, представленная в Вене в 1730 г. (музыка нескольких композиторов, в первую очередь — Кальдары). В 1761 г., также в Вене, поставлен балет «Дон Жуан» на музыку Глюка. Немного позже (1777) написал оперу «Дон Жуан» Ригини, за которым следовали Тритто, Альбертини, Керубини и др.
Более всего содействовал всемирной популярности этого персонажа Моцарт своим «Доном Жуаном». Либретто к этой опере написано Лоренцо да Понте по пьесе Саморы.
А. С. Даргомыжский, впечатлённый пьесой А. С. Пушкина «Каменный гость», на её основе начал писать одноимённую оперу, не меняя ни слова в тексте. После смерти композитора оперу завершили его друзья, Цезарь Кюи и Николай Римский-Корсаков.

## Некоторые произведения с участием дон Жуана
- Тирсо де Молина. Пьеса «Севильский озорник и каменный гость» (El Burlador de Sevilla у convidado de Piedra, 1630).
- Джилиберти
- Даримон
- Чиконьини Д. А. « Каменный гость (Convitaio di pietra)» (1650)
- Мольер. Пьеса «Дон Жуан, или Каменный пир» (1665)
- Клод Дешан де Вилье. Пьеса Le festin de pierre, ou le fils criminel (1660)
- Тома Корнель (1677)
- Розимон. Пьеса Festin de pierre, ou l’athee foudroye («Каменный гость или испепеленный атеист», 1669)
- Шадвель. Пьеса The libertine destroyed (Погибший распутник, 1676)
- Антонио Самора. Пьеса «No hay plazo que no se cumpla, ni deuda que no se pague o Convidado de piedra»
- Карло Гольдони. Пьеса «Don Giovanni Tenorio, osia: il dissoluto punito» (1760)
- Э. Т. А. Гофман. «Дон Жуан» (Don Juan. Eine fabelhafte Begebenheit, die sich mit einem reisenden Enthusiasten zugetragen, 1812)
- Байрон. Поэма «Дон Жуан» (1819—1823)
- Кристиан Дитрих Граббе. Пьеса «Дон Жуан и Фауст» (Don Juan und Faust, 1829) (IX, 467)
- Пушкин, Александр Сергеевич. «Каменный гость» (1830)
- Оноре де Бальзак. «Эликсир долголетия» (1830)
- А. Мюссе. «Намуна» (1832)
- Проспер Мериме. «Души чистилища» (1834)
- Гольтей (1834)
- А. Дюма «D. Juan de Marana ou la chute d’un ange» (1836)
- Визе (1840),
- Браун фон Браунталь (1842)
- Николаус Ленау. Фрагмент незавершённой драматической поэмы «Дон Жуан» (1844)
- Хосе Соррилья-и-Мораль. «Дон Хуан Тенорио» (исп. Don Juan Tenorio) (1844), «El desafio del diablo» и «Un testigo de Bronce» (1845).
- Шарль Бодлер. Стихотворение «Don Juan aux enfers» (1846)
- А. К. Толстой. Драматическая поэма «Дон Жуан» (1859)
- Барбе д’Оревильи. Рассказ «Самая прекрасная любовь дона Жуана» («Дьявольские лики», 1874)
- Фридман («Don Juans letztes Abentener», 1881)
- Пауль Гейзе. Трагедия «Don Juans Ende» (1883)
- Маслов-Бежецкий, Алексей Николаевич. «Севильский обольститель» (1896)
- Гаух. Драма «D. Juan»
- Бернард Шоу. Драма « Человек и сверхчеловек» (1903), рассказ «Дон Жуан объясняет» (1887)
- Гийом Аполлинер. Роман «Les exploits d’un jeune Don Juan» (1907)
- Риттнер «Unterwegs. Ein Don Juan Drama» (1909)
- Александр Блок. «Шаги командора» (1910—1912)
- Оскар де Любич-Милош. Драма «Мигель Маньяра» (1911—1912)
- Николай Гумилёв. «Дон Жуан в Египте», одноактная пьеса в стихах (1911)
- Леся Украинка. Драма «Камінний Господар» (1912)
- Марина Цветаева. «Дон Жуан», цикл стихотворений (1917)
- Э. Ростан. Драма «La dernière nuit de Don Juan» (1921)
- Асорин. «Дон Хуан» (1922)
- Павел Антокольский. «Конквистадор», сцена в стихах (1927)
- Мишель де Гельдерод. «Дон Жуан» (Don Juan, 1928)
- Владимир Корвин-Пиотровский. «Смерть дона Жуана», (1929)
- Карел Чапек. «Исповедь Дон Хуана»,  (1932)
- Готфрид Бенн. Стихотворение «Don Juan gesellte sich zu uns»
- Эдён фон Хорват. Пьеса «Дон Жуан приходит с войны» (1936)
- Самуил Алёшин. Комедия «Тогда в Севилье» (1948)
- С. де Мадарьяга и Рохо. Драматическое каприччио « Донжуанология, или Шесть Дон Жуанов и одна дама» («Don Juan y la donjuanía o Seis donjuanes y una dama») (1950)
- Гильерме Фигейредо . Пьеса « Дон Жуан» (1951)
- М. Фриш. Пьеса «Дон Жуан, или любовь к геометрии» (1953)
- М. Унамуно. Пьеса « Брат Хуан, или Мир есть театр» («El hermano Juan, о el mundo es teatro») (1954)
- Дерек Уолкотт. Пьеса «The Joker of Seville» (1974)
- Давид Самойлов. «Конец Дон-Жуана», Комедия в стихах (1938); Поэма «Старый Дон-Жуан» (недоступная ссылка) (1976)
- Эдуардо Манет. «Другой Дон-Жуан», драма (1976)
- В. А. Соснора, «Дон Жуан», стихотворение (1979)
- Э. С. Радзинский. «Продолжение Дон Жуана» (пьеса, 1979)
- Константин Помренин. [www.stihi.ru/poems/2008/05/21/2448.html Поэма «Дон Жуан»], (1980—1986)
- Nicolae Breban, «Don Juan», 1981
- В. В. Казаков. «Дон Жуан», драматическая трилогия с эпилогом (1983)
- Леонид Жуховицкий. «Последняя женщина сеньора Хуана», пьеса в 2-х действиях (1987)
- Петер Хандке. Повесть «Don Juan (erzählt von ihm selbst)» (2004)
- Жозе Сарамаго. Пьеса «Don Giovanni ou O Dissoluto Absolvido» (2005)
- Анджей Барт. Повесть «Don Juan raz jeszcze» (2006)
- Роберт Менассе. Роман «Don Juan de La Mancha oder die Erziehung der Lust» (2007)
- Э.-Э. Шмит. «Последняя любовь Дон Жуана, или Эшафот любви» пьеса совр. фр. драматурга и спектакль Р.Виктюка
- Е. Ю. Лукин. «Там, за Ахероном».
- М. М. Дунаев. «Дон Жуан?.. Дон Жуан!». Пьеса поставлена в Московском Театре Русской Драмы п/р М. Щепенко[6]

- Ле Теллие. Опера (1713)
- Глюк. Балет «Дон Жуан» (1761)
- Винченцо Ригини. Опера «Каменный гость» (1777)
- Тритто. Опера
- Альбертини. Опера
- Керубини. Опера
- Моцарт. Опера «Дон Жуан» по пьесе Саморы.
- Гаццаниги. Опера «Каменный гость»
- Даргомыжский. Опера «Каменный гость»
- Направник — Музыка к поэме «Дон Жуан» А. К. Толстого
- Рихард Штраус. Симфоническая поэма «Дон Жуан»
- В мюзикле «Призрак оперы» главный герой, Призрак, сочиняет оперу «Триумф Дон Жуана», несколько арий из которой ставятся на сцене.
- Мюзикл «Дон Жуан» (2003). Музыка Феликса Грея.

- Дон Хуан Тенорио (англ. Don Juan Tenorio (1898 film)) (1898). Первый фильм в истории Мексики, снятый Сальвадором Тоскано (англ. Salvador Toscano Barragán) по одноимённой пьесе Хосе Соррилья-и-Мораль.
- Don Juan (1908). Реж. Альбер Капеллани
- Don Juan (1913). В роли дона Жуана — Виллем ван дер Веер
- Don Juan (1922). В роли дона Жуана — Джозеф Р. Тозер
- Don Juan (1922). В роли дона Жуана — Ганс Адальберт Шлеттов
- Дон Жуан и Фауст (1922). Фильм Марселя Л’Эрбье по драме Х. Д. Граббе
- Don Juan Tenorio (1926). В роли дона Жуана — Фортунино Бонанова
- Don Juan (1926). В роли дона Жуана — Джон Берримор
- Частная жизнь дон Жуана (1934). Реж. Александр Корда. В роли дона Жуана — Дуглас Фэрбенкс.
- Похождения дона Жуана, (1948). В роли дона Жуана — Эррол Флинн
- Don Juan (1950). В роли — Антонио Вилар.
- Мужчины думают только об этом (1954) — французская комедия с Луи де Фюнесом. В роли дона Жуана — Жан-Мари Амато.
- Новый Дон Жуан (1955). Французская комедия с Фернанделем. В роли дона Жуана — Эрно Криза.
- Око дьявола (1960). Реж. — Ингмар Бергман. В роли дона Жуана — Ярл Кулле.
- Don Juan revient de guerre (1968). В роли дона Жуана — Жан Рошфор.
- Дон Жуан в Таллине (1971). По пьесе Самуила Алёшина. В роли дона Жуана — Гунта Виркава.
- Маленькие трагедии (1979). В роли дона Гуана — Владимир Высоцкий
- «Дон Жуан» (1979), фильм-опера. Режиссёр — Джозеф Лоузи. В главной роли — Руджеро Раймонди
- Искушение Дон-Жуана (1985). По драме Леси Украинки «Каменный хозяин». В ролях дона Жуана и Командора — Ивар Калныньш
- Дон Жуан / Don Žuanas (1987). Литовский фильм-опера по произведению Вольфганга-Амадея Моцарта. В главной роли Владимир Епископосян.
- Дон Жуан в преисподней (1991). Фильм Гонсало Суареса. В роли дона Жуана — Фернандо Гильен.
- Дон Жуан де Марко (1995). В роли дона Жуана — Джонни Депп.
- «Дон Жуан» (1998). Экранизация пьесы Мольера с Эммануэль Беар и Пенелопой Крус. В роли дона Жуана — Жак Вебер
- Dom Juan (2003). Французская экранизация пьесы Мольера. В главной роли — Анджей Северин.

### Комментарии
1. ↑  Современное произношение — [doŋ ˈxwan]. В староиспанском ⟨j⟩ произносилась как [ʒ], в классическом испанском — как [ʃ][1].